# Hymn Wielkiej Brytanii
God Save the King (Boże, chroń Króla) (posłuchajⓘ) – brytyjska pieśń patriotyczna nieznanego autorstwa, która jest hymnem państwowym Wielkiej Brytanii oraz hymnem królewskim jej byłych kolonii. W okresie, kiedy monarchą brytyjskim jest królowa (monarchini), pieśń ta jest wykonywana jako God Save the Queen. Jest to prawdopodobnie jedyny hymn państwowy na świecie, którego tytuł i tekst zmieniają się w zależności od tego, czy monarchą jest król, czy królowa. 

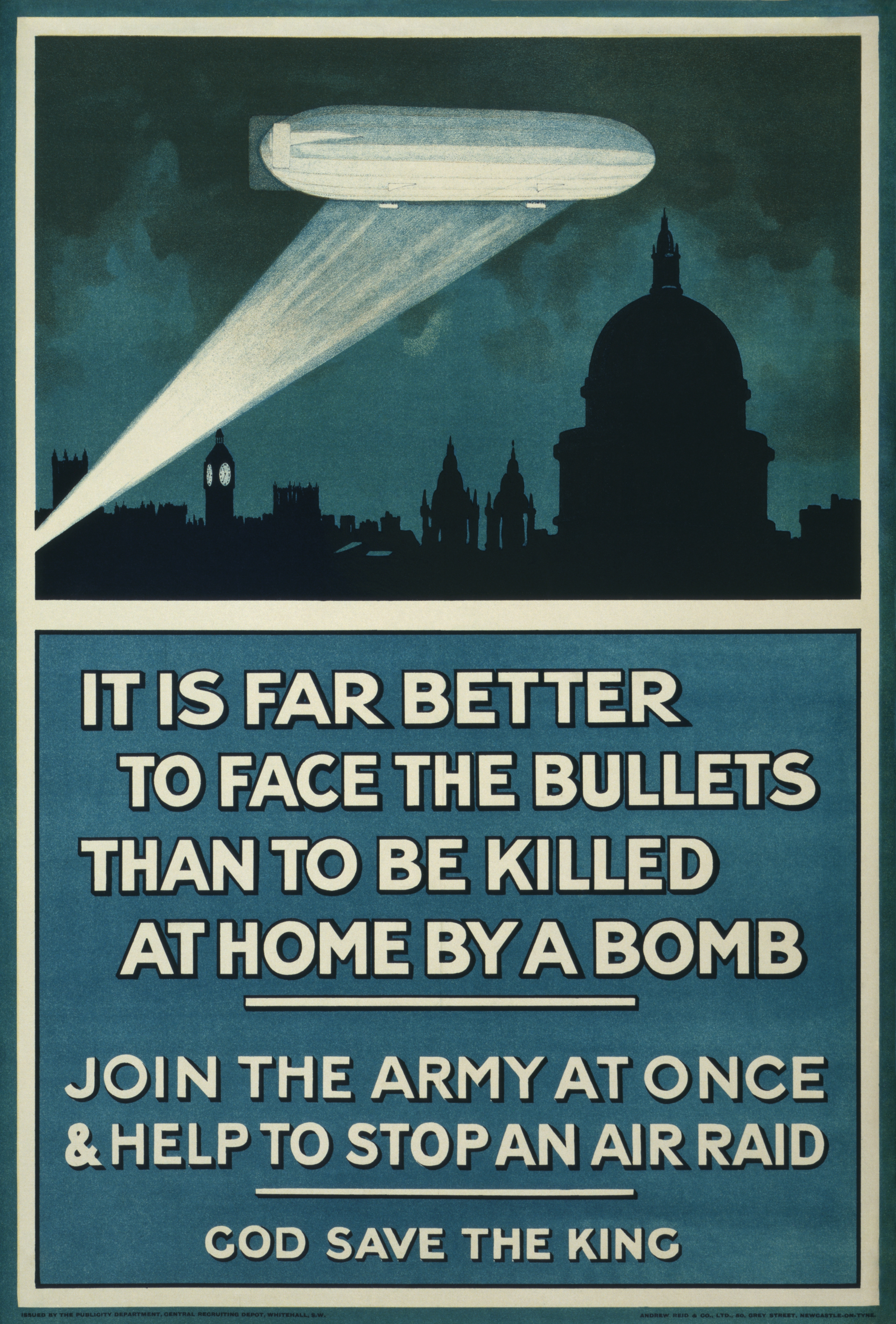
Wyrażenie „God Save the King” używane jako wezwanie do poparcia monarchy i sił brytyjskich

God Save the King była także hymnem wielu krajów Wspólnoty Brytyjskiej, np. Australii, Kanady i Jamajki i pozostaje ich hymnem monarchicznym. W Nowej Zelandii nadal jest traktowana jako hymn państwowy na równi z God Defend New Zealand. Obecnie tylko w niewielu organizmach państwowych jest ona nadal hymnem państwowym (np. na terytoriach zależnych od Wielkiej Brytanii: Świętej Helenie, Anguilli i Falklandach). W latach 20. XX wieku Irlandia zastąpiła ją własnym hymnem Amhrán na bhFiann.

## Historia
Ślady melodii hymnu odnaleźć  można w twórczości Henry’ego Purcella, gdzie pojawia się wers God Save the King. Nieco odmienna melodia została po raz pierwszy opublikowana w 1744 roku w zbiorze „Thesaurus Musicus”, a rok później – w 1745 – pojawiła się z początkowym wersem God save great George our king w „Gentleman’s Magazine”. W tym też roku pieśń God Save the King została po raz pierwszy wykonana w 1745 roku dla poparcia króla Jerzego II Hanowerskiego, gdy jego panowanie zostało zagrożone przez jakobitę Karola Edwarda Stuarta, mającego szerokie poparcie szkockie. Ostatnia zwrotka mająca zdecydowany wydźwięk antyszkocki nie jest wykonywana.
Melodia God Save the King została przejęta przez hymny kilku innych krajów, między innymi Liechtensteinu. Wzorowane na niej były Modlitwa Rosjan i Pieśń narodowa za pomyślność króla, obie powstałe w 1816 roku. Na tę melodię śpiewany był w latach 1871–1918 hymn Rzeszy Niemieckiej Heil dir im Siegerkranz (Chwała Ci, w wieńcu zwycięzcy). W Stanach Zjednoczonych popularna jest pieśń My Country, Tis of Thee, również oparta na hymnie brytyjskim.
Hymn Wielkiej Brytanii odgrywa rolę hymnu Anglii przy imprezach sportowych z udziałem reprezentacji Anglii, np. przed meczami reprezentacji piłkarskiej.

## Tekst utworu
wersja oryginalna
God save our gracious King!

Long live our noble King!

God save the King!

Send him victorious,

Happy and glorious,

Long to reign over us:

God save the King!

O Lord our God arise,

Scatter his enemies,

And make them fall:

Confound their politics,

Frustrate their knavish tricks,

On Thee our hopes we fix:

God save us all.

Thy choicest gifts in store,

On him be pleased to pour;

Long may he reign:

May he defend our laws,

And ever give us cause,

With heart and voice to sing,

God save the King!
Tłumaczenie na język polski
Boże, chroń naszego miłościwego króla!

Niech długo żyje nasz dostojny król!

Boże, chroń króla!

Obdarz go zwycięstwem,

szczęściem i chwałą,

długim panowaniem,

Boże, chroń króla.

O Panie, Boże nasz,

Ukarz Twych wrogów

I spraw, by upadli.

Pomieszaj im szyki,

Obnaż ich podłe sztuczki;

W Tobie pokładamy nadzieje.

Boże, zbaw nas.

Twe szczodre dary

na niego zlej,

niech długo panuje.

Niech broni naszych praw

i niech zawsze daje nam powód,

aby nasze serca i usta śpiewały,

Boże, chroń króla.

Powyższy tekst właściwy jest w okresie panowania króla, podczas panowania królowej ostatnie dwa wersy trzeciej zwrotki brzmią: To sing with heart and voice / God save the Queen!. Zwykle śpiewa się tylko trzy pierwsze zwrotki, rzadziej używa się trzech pozostałych:
Not in this land alone,

But be God’s mercies known,

From shore to shore!

Lord make the nations see,

That men should brothers be,

And form one family,

The wide world over.

From every latent foe,

From the assassins blow,

God save the King!

O’er her thine arm extend,

For Britain’s sake defend,

Our mother, prince, and friend,

God save the King!

Lord grant that Marshall Wade

May by thy mighty aid

Victory bring.

May he sedition hush,

And like a torrent rush,

Rebellious Scots to crush.

God save the Queen!*
Nie tylko w tej ziemi,

Niech Boże łaski będą znane

Od brzegu do brzegu!

Panie, spraw by narody przejrzały,

By ludzie stali się braćmi,

Jedną rodziną,

Na całym świecie.

Od ukrytych wrogów,

Od skrytobójców,

Boże, zbaw Króla!

Rozciągnij nad nią swe ramię,

Dla dobra Brytanii broń jej,

Naszej matki, władczyni i przyjaciółki.

Boże, zbaw Króla!

Panie, spraw, by marszałek Wade

Z Twą pomocą

Przyniósł nam zwycięstwo.

Niech stłumi bunt

I jak rwący potok

Niech porwie buntowniczych Szkotów.

Boże, zbaw Króla!

### Wersja francuska
God Save the King choć nie ma statusu oficjalnego hymnu w Kanadzie, jest uznawany za hymn monarchy, dlatego pierwsza zwrotka została przetłumaczona na język francuski:
Dieu sauve notre Roi

Notre gracieuse Roi!

Vive le roi!

Rends-le victorieux,

Heureux et glorieux

Que soit long son règne sur nous

Vive le Roi!
lub w wersji odpowiedniej dla królowej:
Dieu protège la reine

De sa main souveraine!

Vive la reine!

Qu’un règne glorieux,

Long et victorieux

Rende son peuple heureux.

### Wersja polska
Józef Minasowicz jest autorem hymnu „Niech żyje król, czyli polskie God Save the King”, który został napisany z okazji koronacji cara Mikołaja I na króla Polski (1829). 
Niech żyje Polski Król!

wielki, potężny Król,

niech żyje Król!

Dni Jego Boże chroń,

w boju poprowadź dłoń,

zwycięstwem uwieńcz skroń!

Niech żyje Król!

Boże! w szczodrocie swej

wszystkie nań dary zlej,

w opiece miej!...

Od wszego złego zbaw,

 rządy dobrocią wsław!

Król twierdzą naszych praw;

niech żyje Król!

Gdy lud zasmucisz twój,

serca ufnością zbrój,

zgodą je spój!

Kto się Polakiem zwie,

w kim prawe serce tchnie,

ten społem ozwie się:

niech żyje Król!

## Wykorzystanie w muzyce popularnej
- 30 sierpnia 1970 roku na Festiwalu na wyspie Wight Jimi Hendrix wykonał swoją własną wersję utworu[3][4].

Rockowe wersje hymnu God Save The Queen nagrały grupy: Queen na płycie A Night At The Opera (1975), oraz Gentle Giant na płycie Gentle Giant (1970). Piosenkę pod tytułem God Save The Queen, będącą parafrazą hymnu, grały również zespoły Sex Pistols oraz Motorhead, choć muzycznie oba utwory nie są ze sobą związane.

## Utwory z melodią hymnu
W Polsce na melodię „God Save the King” śpiewana jest np. pieśń religijna „Jezu, miłości Twej...”, czy też jedna z piosenek kibiców klubu piłkarskiego Wisła Kraków pt. „Wisełko, wygraj mecz”.